# 吴成明
吴成明，安徽合肥人。高级经济师，现任中华职教社理事，安徽中华职业教育社副主任，安徽明星教育集团董事长，合肥滨湖职业技术学院理事长。